# Ocotea porosa
Ocotea porosa ist ein Baum in der Familie der Lorbeergewächse aus Paraguay und dem südöstlichen Brasilien, aus eher höheren Lagen. Die Art gilt als gefährdet.

## Beschreibung
Ocotea porosa wächst als halbimmergrüner, recht langsamwüchsiger Baum bis über 25 Meter hoch. Der Stammdurchmesser erreicht bis über 2 Meter. Der Stamm ist im unteren Teil oft geriffelt. Die grobe grau-braune Borke ist schuppig.
Die einfachen Laubblätter sind wechselständig und kurz gestielt. Der kurze Blattstiel ist bis 1 Zentimeter lang. Die unterseits helleren und oberseits dunkelgrünen, glänzenden Blätter sind bis 8–10 Zentimeter lang, ledrig, ganzrandig, spitz bis zugespitzt, fast kahl und schmal eiförmig bis verkehrt-eiförmig oder lanzettlich, elliptisch.
Ocotea porosa ist protogyn, also vorweiblich und asynchron, die Blüten blühen also zu einem unterschiedlichen Zeitpunkt. Es werden kurze, achselständige, bräunlich behaarte, wenigblütige und botryoide Blütenstände gebildet. Die kleinen, zwittrigen und grünlich-gelben, kurz gestielten Blüten mit einfacher Blütenhülle sind dreizählig. Es sind 6 fein behaarte Tepalen in zwei Kreisen am fast flachen Blütenboden und 9 kurze Staubblätter sowie innen 3 minimale, behaarte Staminodien vorhanden. Die inneren 3 Staubblätter besitzen jeweils 2 Nektarien an der Basis. Der kurze, kahle Stempel ist oberständig.
Die kleinen, rundlichen und schwärzlichen, glatten, glänzenden, fein weißlich gepunkteten Früchte, Beeren, an einem kleinen Fruchtbecher, sind bis 1–1,5 Zentimeter groß.

## Verwendung
Das schöne, dunkle und mittelschwere, harte, recht beständige Holz wird vielfältig genutzt. Es ist bekannt als Imbuia, Imbuya oder Brazilian Walnut.